# Josep
|  | Aquest article tracta sobre el fill de Jacob. Vegeu-ne altres significats a «Josep (desambiguació)». |

Josep (hebreu: יוֹסֵף‎; hebreu modern: Yōsef, hebreu tiberià: Yōsēp̄; alternativament: יְהוֹסֵף,; hebreu modern: Yəhōsef, tiberià: Yо̆hōsēp̄; àrab: يوسف; grec antic: Ἰωσήφ, Iōsēph) és una figura important del Llibre del Gènesi de la Bíblia. Va ser el primer dels dos fills de Jacob i Raquel (el dotzè descendent i l'onzè fill mascle de Jacob). La seva història permet explicar per què el poble d'Israel era a Egipte. És el fill predilecte del patriarca Jacob, i els seus germans gelosos el venen com un esclau a Egipte, on finalment acaba empresonat; després d'interpretar correctament els somnis del faraó, però, esdevé segon comandament d'Egipte i salva Egipte durant una fam. La família de Jacob viatja a Egipte per escapar de la fam, i és a través d'ell que se'ls dona permís per establir-se a la Terra de Goshen, situada a la part oriental del delta del Nil.
El moment històric es pot datar al període comprès entre el segle vii aC i el tercer quart del segle v aC, que és aproximadament el període en què els estudiosos daten el Llibre del Gènesi. En la tradició rabínica, es considera l'avantpassat d'un segon messies anomenat "Mashiach ben Yosef", que farà la guerra contra les forces del mal al costat de "Mashiach ben David" i morirà en combat amb els enemics de Déu i Israel.

## Etimologia
La Bíblia ofereix dues explicacions del nom Yōsēf: primer es compara amb la paraula 'āsaf (hebreu: אָסַף) de l'arrel /'sp/, "emportat": "Finalment, Déu es va recordar de Raquel, va escoltar-la i va fer-la fecunda. Raquel va quedar embarassada i va donar a llum un fill. Ella deia: Déu m'ha tret el deshonor.(Gènesi, 30:23) Aleshores, Yōsēf s'identifica amb una arrel semblant /ysp/, que significa "afegir" (hebreu: יֹסֵף): "I li va posar Josep, dient: Que el Senyor m'afegeixi un altre fill!".(Gènesi 30:24).

## Narrativa bíblica
Segons el llibre del Gènesi, Josep era el primer fill de Jacob i de la seva esposa Raquel. Era l'onzè i preferit del seu pare d'entre els 12 fills de Jacob. Sovint es consideren les tribus de Manassès i d'Efraïm, fills de Josep, com a Tribu de Josep.
Quan tenia disset anys, estava amb els seus deu germans grans pasturant ovelles i els explicà que havia tingut un somni on totes les criatures del món l'adoraven. A poc a poc, els seus germans van començar a sentir enveja en veure l'arrogància del jove i que el seu pare el tenia com a favorit.
Un dia, estant lluny de casa, s'enfadà amb els seus germans i aquests van planejar de matar-lo. Finalment, el germà gran Rubèn va impedir l'assassinat i Josep va ser llençat a un pou sec i posteriorment venut a un mercader d'esclaus ismaelita que anava a Egipte. Els germans van matar una ovella i van tacar de sang els vestits de Josep. Es van presentar davant del seu pare i li van dir que una fera l'havia atacat i l'havia mort.
Un cop arribat a Egipte, Josep va ser comprat per Putifar, oficial de la guàrdia personal del faraó. Va anar guanyant-se la confiança del seu amo fins que es va convertir en l'administrador del palau de l'egipci. Un dia, però, l'esposa de Putifar intentà mantenir relacions amb Josep i, quan ell s'hi negà, ella el va acusar d'intent de violació. Aleshores Putifar va empresonar Josep.
A la presó, va tenir acolliment entre els presos perquè sabia interpretar els somnis. Va passar dos anys tancat allà fins que el coper i el pastisser del rei d'Egipte van cometre una falta. El faraó els va fer empresonar, i el cap de la presó els va donar Josep com a servent. Una mateixa nit, el coper i el pastisser van tenir un somni. El van explicar a Josep, demanant una interpretació. El coper va explicar que havia vist tres sarments carregats de raïm que exprimia amb la mà dins d'una copa i l'oferia al faraó. Josep va dir que al cap de tres dies seria perdonat pel rei i el serviria com abans. El pastisser va dir que somiava que portava tres paneres amb els pastissos que més li agradaven al faraó, però uns ocells baixaven del cel i se'ls menjaven. Josep va explicar que al cap de tres dies el faraó el faria penjar i els ocells se'l menjarien. I així va passar.
Un temps després el faraó va tenir un somni que ningú sabia interpretar. El coper va recordar-se de Josep, i en va parlar al monarca. Josep va explicar els somnis del faraó, i l'explicació li va complaure tant que el va nomenar regent d'Egipte. El faraó li canvià el nom pel de Safenat-Panèah i l'esposà amb la noble Assenat, filla de Putifar, amb la qual va tenir dos fills, Manassès i Efraïm.

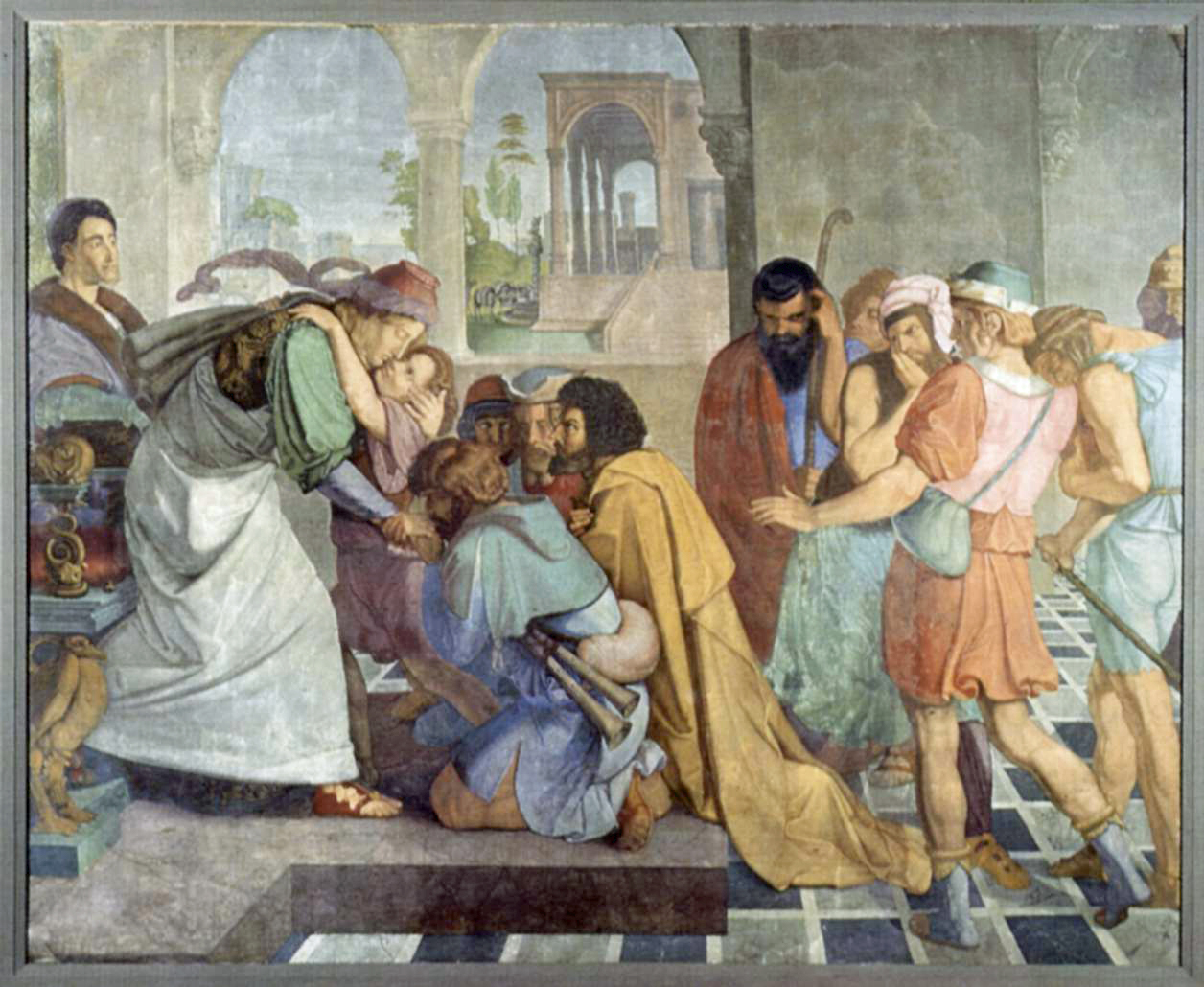
Josep es presenta als seus germans, de Peter von Cornelius

Va arribar temps de sequera i fam i arribaven gent de molt pobles a Egipte per proveir-se d'aliment. Un dia va veure sorprès que entraven al seu palau els seus germans. Els acusà de ser espies i va retenir Simeó fins que no portessin el seu germà petit Benjamí, que s'havia quedat a Canaan amb el seu pare Jacob.

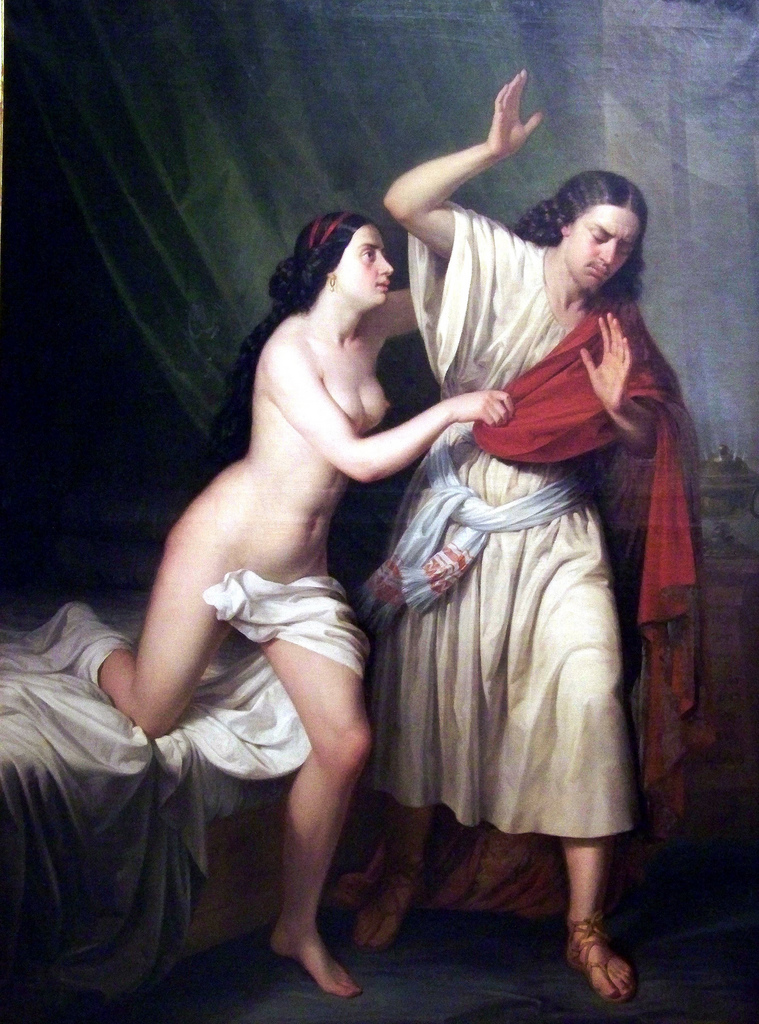
Josép i la dona de Putifar, pintura d'Antonio María Esquivel.

Al cap d'un temps, els cananeus van tornar a Egipte amb Benjamí per rescatar Simeó. A l'hora de marxar, Josep va fer amagar secretament la seva copa al sac de Benjamí. D'aquesta manera, quan ja marxaven, uns soldats van aturar-los. Després de registrar-los, van trobar la copa i els van dur davant Josep.
Aleshores el seu germà Judà va intercedir per Benjamí, però, veient l'expressió dels seus rostres, Josep va esclatar en plors i els va confessar qui era i que els perdonava a tots. Josep els va presentar faraó, que els va convidar a instal·lar-se a Egipte junt amb les seves famílies i el seu pare Jacob.
D'aquesta manera, Josep va poder veure el seu pare estimat, li va presentar la seva família i van viure tots junts a la terra de Goxen. Segons fonts rabíniques, Josep va presidir el funeral del seu pare Jacob. Josep va ser el primer dels seus germans en morir i va fer-ho a l'edat de cent deu anys. Abans de morir, va beneir tota la seva família, els seus fills Manassès i Efraïm i els seus respectius fills i nets.
Quan, després de quatre-cents anys, els hebreus van marxar d'Egipte, Sèrah, filla d'Aser, va mostrar el sarcòfag de Josep al guia del poble Moisès. Moisès va fer posar les restes mortals de Josep en una urna i se les endugueren amb ells. Els seus ossos van ser enterrats, després de la conquesta israelita de Canaan, a Siquem.
Al Martyrologium Hierosolymitanum consta la seva festa litúrgica el dia 4 de setembre. L'Església Armènia el celebra el 26 de juliol i l'Església Ortodoxa el Diumenge dels Sants Patriarques (dos diumenges abans de Nadal) i el Dilluns Sant. El Sínode de Missouri de l'Església Luterana en fa la festa el 31 de març.

## Composició

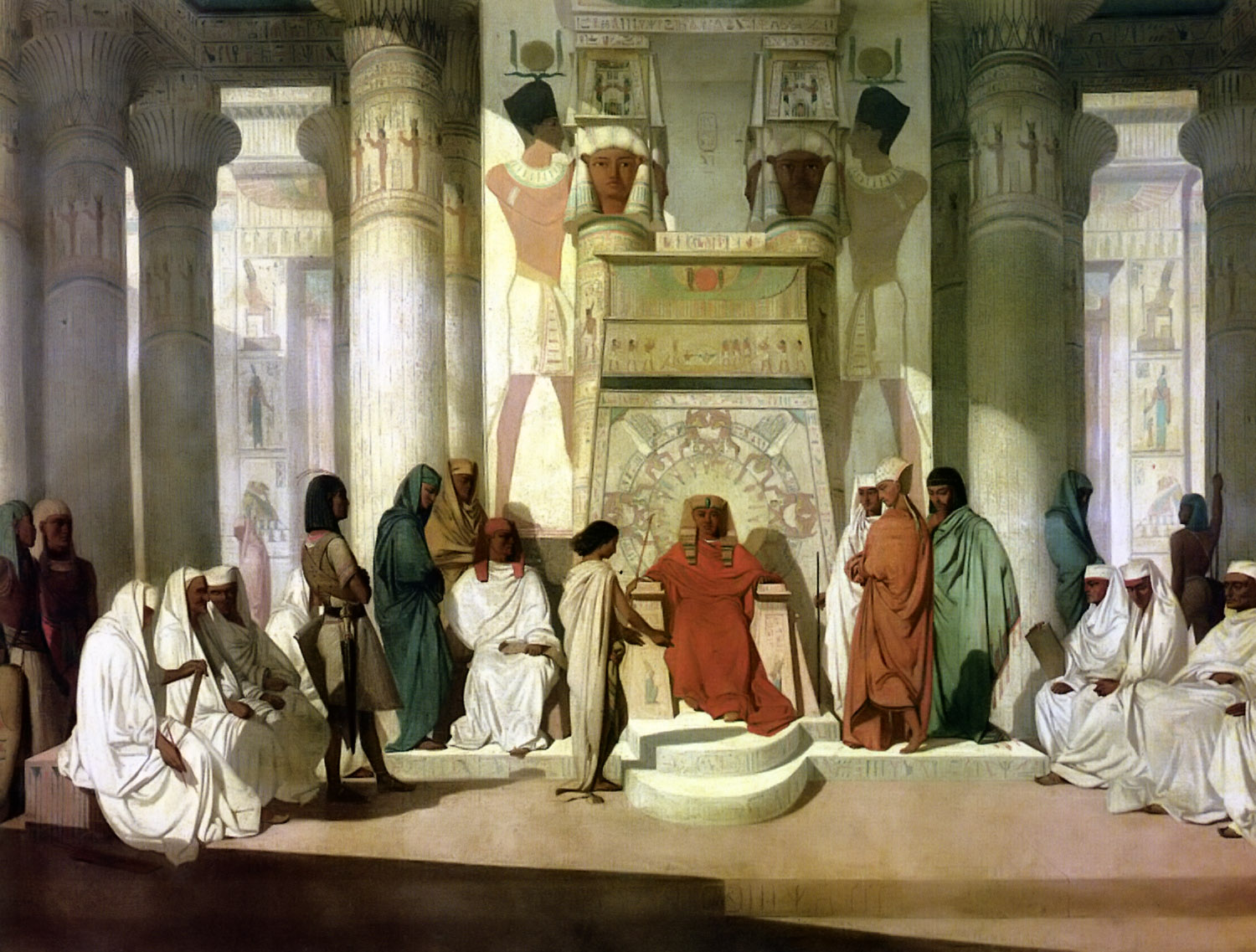
Josep interpreta el somni del faraó en una pintura del de Jean-Adrien Guignet.

La majoria dels estudiosos moderns coincideixen que la història de Josep és un escrit elaborat per un sol autor i que va assolir la seva forma actual al segle V aC com a molt aviat. La història de la seva redacció podria haver inclòs una primera "versió de Reuben" originada al nord del regne d'Israel i destinada a justificar la dominació de la "casa de Josep" sobre les altres tribus, seguida d'una posterior "expansió de Judà" (capítols 38 i 49) elevant Judà com el legítim successor de Jacob, i finalment incorporant diversos recursos perquè la novel·la funcionés com a pont entre el Gènesi i la història de Moisès i l'Èxode.
El motiu dels somnis i la interpretació dels somnis contribueix a traçar una narració potent. La trama comença mostrant Josep com un somiador; el que el porta a problemes, ja que, per gelosia, els seus germans el venen com a esclau. Els dos casos següents d'interpretació dels somnis estableixen la seva reputació com a gran intèrpret dels somnis; primer, comença en un lloc baix, interpretant els somnis dels presos. Aleshores, Josep és cridat per interpretar els somnis del mateix faraó. Impressionat per les interpretacions de Josep, el faraó el nomena com a segon al comandament (Gn 41:41). Això estableix el clímax de la història, que molts consideren que és el moment en què Josep revela la seva identitat als seus germans (Gn 45:3).

## Interpretacions

### Judaïsme
Segons la interpretació recollida al midraix, la venda de Josep com esclau formava part del pla diví de Déu per salvar les seves tribus. El favoritisme que Israel va mostrar a Josep i el complot dels seus germans contra ell van ser mitjans divins per fer-lo entrar a Egipte. Maimònides comenta que fins i tot el vilatà de Siquem, al qual Josep va preguntar el parador del seu germà, era un "missatger diví" que treballava darrere de l'escena. Després d'identificar els noms hebreus, el rabí Judà afirma que Josep va ser venut quatre vegades: primer els seus germans van vendre Josep als ismaelites (Yishma'elîm), després els ismaelites el van vendre als comerciants madianites (ŉāshîm midyanîm sōĥrîm), els comerciants madianites als medanites (m'danîm), i els medanites a Egipte. Rav Huna afegeix una venda més en concloure que després que els medanites el van vendre als egipcis, es va produir una cinquena venda quan els egipcis el van vendre a Potifar.(Gènesi Rabà 84:22)
Josep tenia bones raons per no tenir una aventura amb la dona de Potifar: no volia abusar de la confiança del seu amo; creia en la santedat del matrimoni; i anava en contra dels seus principis ètics, morals i religiosos que li ensenyava el seu pare Jacob. Segons el Midrash, Joseph hauria estat executat immediatament per l'acusació d'agressió sexual contra ell per la dona de Potifar. Abravanel explica que en el passat havia acusat altres criats del mateix delicte. Potifar creia que Josep era incapaç de fer aquest acte i va demanar al faraó que li perdonés la vida. No obstant això, el càstig no s'hauria pogut evitar a causa del seu estatus social. Segons la Llegenda dels Jueus, el nom de l'esposa de Putifar és Zuleikha i quan ella estava seduint Josep perquè abandonés la seva passió pecadora, Déu se li va aparèixer, sostenint els fonaments de la terra (Eben Shetiyah), que destruiria el món si Josep la toqués.
La tradició jueva diu que Josep va fer col·locar al seu majordom la copa de plata personal al sac de Benjamí per posar a prova els seus germans. Volia saber si estarien disposats a arriscar el perill per salvar el seu mig germà Benjamin. Com que Josep i Benjamin van néixer de Raquel, aquesta prova era necessària per revelar si trairien Benjamí com van fer amb Josep quan tenia disset anys. Com que Josep el Somiador prediu el futur analitzant els somnis, la tradició jueva alternativa afirma que va practicar l'endevinació utilitzant aquesta copa de plata quan el majordom la carregava [30] i com el mateix Josep afirmar a Gènesi 44:15.

### Cristianisme
Josep és esmentat al Nou Testament com a exemple de fe (Hebreus 11:22). Josep és commemorat com un dels Sants Avantpassats al Calendari de Sants de l'Església Apostòlica Armènia el 26 de juliol. A l'Església ortodoxa oriental i a les esglésies catòliques orientals que segueixen el ritu bizantí, se'l coneix com a "Josep el ben plantat", una referència no només al seu aspecte físic, sinó, sobretot, a la bellesa de la seva vida espiritual. El commemoren el Diumenge dels Sants Avantpassats (dos diumenges abans de Nadal) i el Dilluns Sant. A les icones, de vegades se'l representa amb el tocat d'un visir egipci. El Sínode de l'Església de Luterana-Missouri el commemora com a patriarca el 31 de març.
A més d'honrar-lo, hi va haver una forta tendència en el període patrístic a veure la seva vida com un precursor de Crist. Aquesta tendència està representada en Joan Crisòstom que va dir que el sofriment de Josep era "el tipus de coses que vindran", Cesari d'Arle que va interpretar que el famós abric de Josep representa les diverses nacions que seguirien a Crist, Ambròs de Milà que va interpretar la seva manera d'estar dempeus com una prefiguració de la resurrecció de Crist, i altres.
Aquesta tendència, encara que amb poca intensitat, va continuar al llarg de l'antiguitat tardana, l'època medieval i la Reforma. Fins i tot Joan Calví, de vegades aclamat com el pare de l'exegesi gramatico-històrica moderna, escriu «en la persona de Josep, es presenta una imatge viva de Crist».
A més, alguns autors cristians han argumentat que aquesta interpretació tipològica troba el seu origen en el discurs d'Esteve a Actes 7:9-15, així com l'Evangeli de Lluc i les paràboles de Jesús, constatant una forta col·locació verbal i conceptual entre el grec. traducció de la part del Gènesi sobre Josep i la paràbola dels vinyaters homicides i la paràbola del fill pròdig.

### Islam

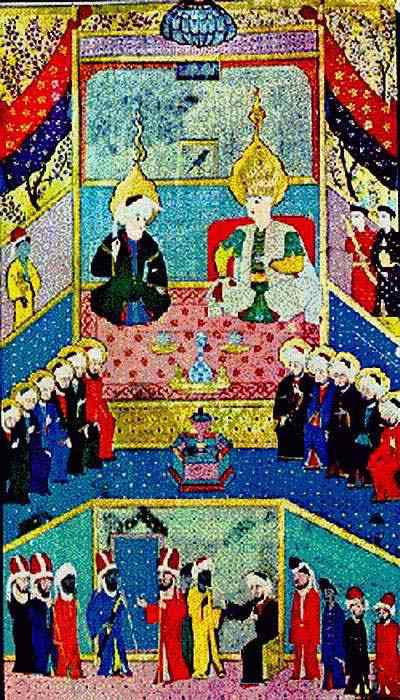
Miniatura persa que representa Josep amb el seu pare Jacob i els seus germans a Egipte de Zubdat-al Tawarikh que es troba al Museu d'Art Turc i Islàmic d'Istanbul, dedicada al sultà Murat III el 1583.

Josep (àrab: يوسُف) és considerat pels musulmans com un profeta (Alcorà, sures vi. 84, xl. 34), i l'Alcorà li dedica un capítol sencer per explicar tota la història, el que no fa amb cap altre profeta. Es descriu a l'Alcorà com la "millor de les històries". Es diu que Josep era molt guapo, la qual cosa va atraure la dona del seu mestre egipci per intentar seduir-lo. Es creu que Mahoma va dir una vegada: "La meitat de tota la bellesa que Déu va repartir per a la humanitat va ser per a Josep i la seva mare; l'altra meitat va ser per a la resta de la humanitat". La història té molt en comú amb la narració bíblica, però amb certes diferències. A l'Alcorà, els germans demanen a Jacob que deixi que Joseph vagi amb ells. Josep és llençat a un pou, i una caravana que passava l'agafava com a esclau. Quan els germans afirmen al pare que un llop s'havia menjat Josep, ell es manté pacient.
A la Bíblia, Josep es revela als seus germans abans que tornin al seu pare per segona vegada després de comprar gra. Però a l'Islam van tornar deixant enrere a Benjamí perquè es troba l'escudella del rei a la seva bossa. De la mateixa manera, el fill gran de Jacob havia decidit no abandonar la terra a causa del jurament fet per protegir Benjamí abans. Quan Jacob va conèixer la seva història després del seu retorn, va plorar de dolor fins que va perdre la vista a causa de la pena. Així doncs, va encarregar als seus fills que anessin a consultar sobre Josep i el seu germà i no desesperissin de la misericòrdia de Déu. Va ser durant aquest retorn a Egipte quan Josep va revelar la seva identitat real als seus germans. Els va amonestar i els va perdonar, va enviar també la seva vestimenta que va curar els ulls del patriarca tan bon punt se li va llançar a la cara. Els versos restants descriuen la migració de la família de Jacob a Egipte i la trobada emotiva de Jacob i el seu fill perdut, Josep. La família es va postrar davant d'ell, d'aquí la realització del seu somni anterior.
La història conclou amb Josep pregant: "Senyor meu, realment m'has atorgat la sobirania i m'has ensenyat alguna cosa sobre la interpretació dels somnis: l'únic creador del cel i la terra! Tu ets el meu Guardià en aquest món i en el món. Fes-me morir com a musulmà i uneix-me a mi amb els justos" (Alcorà 12:101).

### Baha'í
Hi ha nombroses mencions de Josep als escrits bahá'ís. Són al·lusions escrites pel Báb i Bahà'u'llàh. En el Kitáb-i-Aqdas, Bahá'u'lláh afirma que "des de les meves lleis, es pot olorar el sabor dolç de la meva roba" i, a les Quatre Valls, afirma que "la fragància de la seva peça que bufa des de l'Egipte de Baha", referint-se a Josep.
Els comentaris bahá'ís han descrit Josep amb metàfores amb la roba implicant el reconeixement d'una manifestació de Déu. Al Qayyumu'l-Asma', el Báb es refereix a Bahá'u'lláh com el veritable Josep i fa una profecia anàloga sobre el patiment de Bahá'u'lláh a mans del seu germà, Mírzá Yahyá.